# دورز (فیلم)
دورز (انگلیسی: The Doors) فیلمی در ژانر زندگینامه‌ای و موزیکال دربارهٔ گروه موسیقی افسانه ای دورز و رهبرشان جیم موریسون است که به کارگردانی الیور استون در سال ۱۹۹۱ منتشر شد. این فیلم اشتباهات زیادی در مورد زندگینامهٔ جیم موریسون به همراه داشت. از اشتباه کردن در نوع پوشش جیم موریسون در کنسرت‌ها تا اغراق کردن به زندگی شخصی جیم موریسون. ری منزرک نوازنده کیبورد گروه در مورد فیلم گفت:پس آن پسر باهوش و بامزه کجاست. الیور استون یک چهره زشت از جیم در این فیلم ساخت. با این حال بازی وال کیلمر در این فیلم بسیار خوب بود و تمامی منتقدان آن را تحسین کردند.

## بازیگران
- وال کیلمر
- مگ رایان
- کایل مک‌لاکلن
- فرانک ویلی
- کوین دیلون
- کاتلین کویینلان
- بیلی آیدل
- الیور استون
- شان استون
- دبی مازار
- Josh Evans
- میکائیل وینکات
- مایکل مدسن
- جان دنزمور
- Floyd Red Crow Westerman
- کلی هو
- جان کاپودیس
- میمی راجرز
- کریسپین گلاور
- جنیفر تیلی
- کستاس مندیلر